# Klanokvět

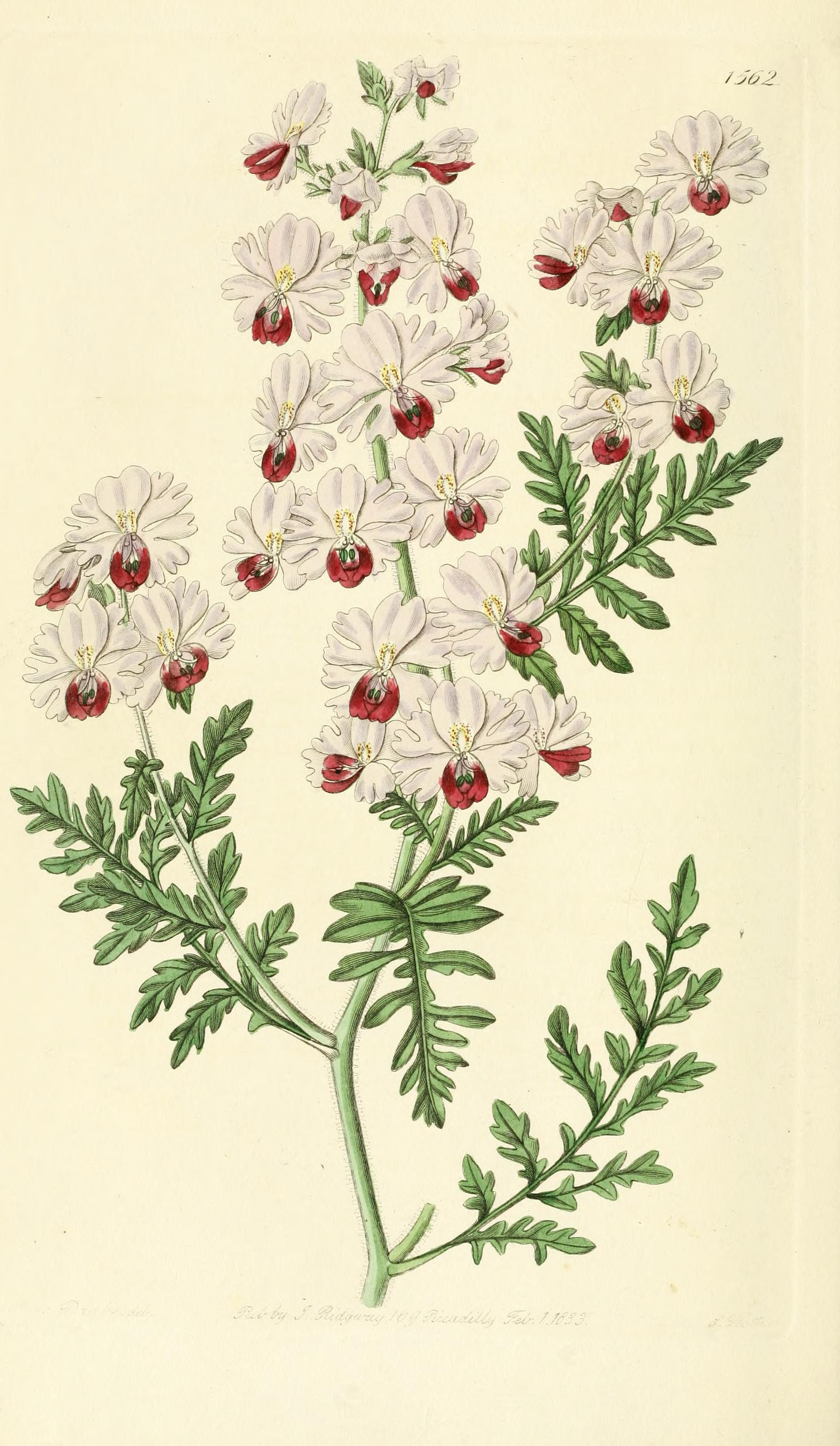
Ilustrace klanokvětu trojbarevného z 1. poloviny 19. století

Klanokvět (Schizanthus) je rod rostlin z čeledi lilkovité. Jsou to krátkověké byliny se střídavými, většinou laločnatými nebo členěnými listy. Květy jsou nápadné, dvoupyské a mají v rámci lilkovitých velmi neobvyklý vzhled, připomínající květy orchidejí. Opyluje je zejména hmyz, některé druhy i kolibříci. Plodem je tobolka. Rod zahrnuje asi 14 druhů a je rozšířen výhradně v Chile a západní Argentině. Rostliny obsahují alkaloidy a domorodci je v chilských Andách používají jako povzbuzující prostředek. Klanokvět zahradní je pěstován v různých kultivarech jako okrasná letnička.

## Popis
Klanokvěty jsou jednoleté nebo dvouleté byliny, někdy s dřevnatějící bází lodyhy. Rostliny jsou obvykle na omak lepkavé vlivem přítomnosti žláznatých chlupů v odění. Listy jsou střídavé, jednoduché, s laločnatou až zpeřeně členěnou nebo řidčeji zubatou či celokrajnou čepelí.
Květy jsou pětičetné, dvoustranně souměrné, resupinátní (přetočené o 180 °), připomínající stavbou květy bobovitých. Jsou uspořádané ve vrcholových latovitých květenstvích. Kalich má velmi krátkou kališní trubku (téměř chybí) a lehce nestejné, čárkovitě lžicovité až kopinaté laloky. Koruna je motýlovitá, s trubkou kratší až mnohonásobně delší než kalich, 10 až 34 mm dlouhá. Horní pysk je trojčetný. Prostřední lalok může být celistvý nebo dvou až vícelaločný, postranní laloky jsou dvoučetné, se segmenty někdy dále členěnými. Středový lalok spodního pysku tvoří kýl, postranní laloky jsou čárkovité nebo lžicovité.
Fertilní tyčinky jsou dvě, mimo to jsou v květu přítomna 2 nebo 3 sterilní staminodia.
Semeník je srostlý ze 2 plodolistů. Nese nitkovitou čnělku zakončenou drobnou bliznou. Kolem báze semeníku je kruhovité nektárium. Plodem je přehrádkosečná tobolka pukající 2 chlopněmi. Obsahuje až 40 zploštělých semen elipsoidního nebo ledvinovitého tvaru.

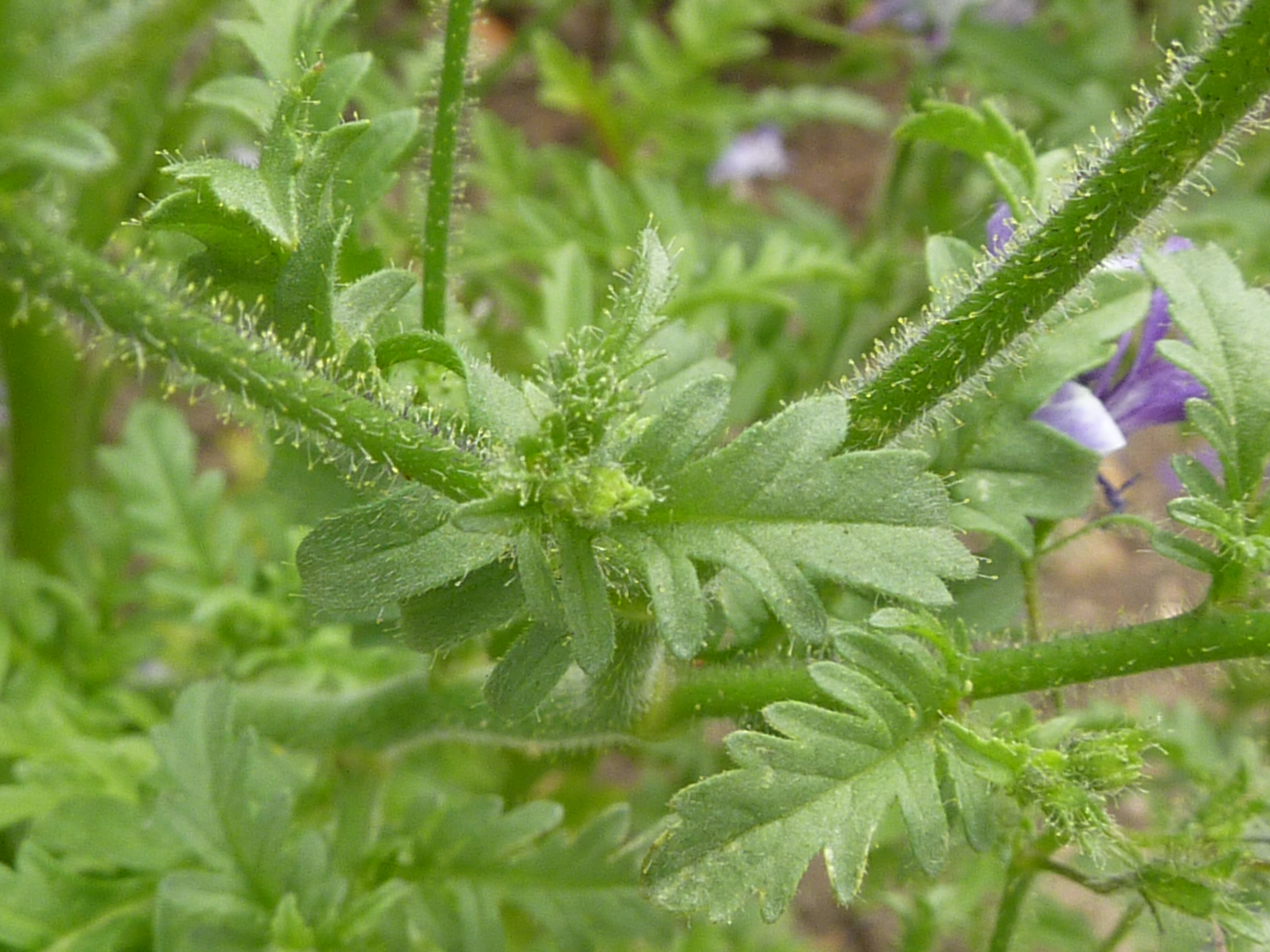
Detail listů Schizanthus pinnatus
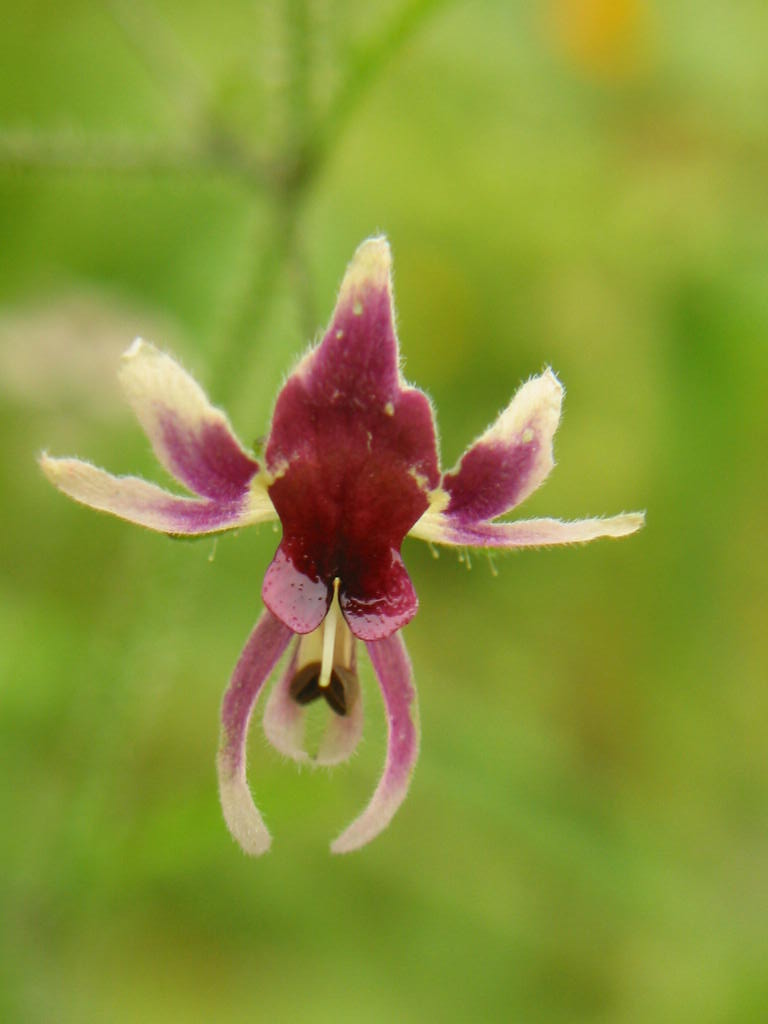
Květ Schizanthus parvulus
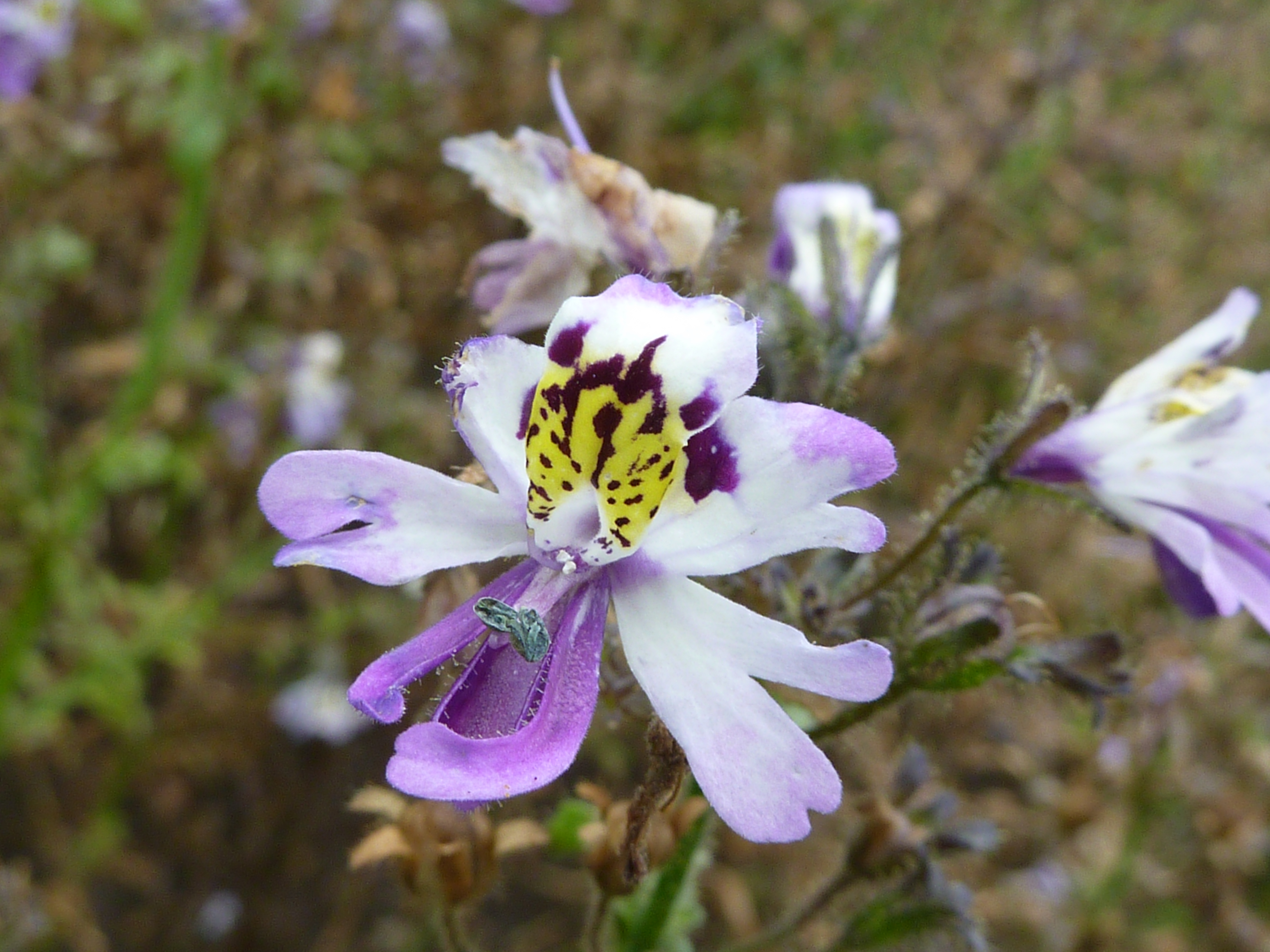
Květ Schizanthus pinnatus

## Rozšíření
Rod zahrnuje 13 nebo 14 druhů a vyskytuje se endemicky výhradně v jižní části jihoamerických And.
Areál sahá od severochilského regionu Tarapacá na jih po nejsevernější část středochilského regionu Los Lagos. Druhy S. hookeri a S. grahamii přesahují i do argentinských provincií Mendoza a Neuquén. Severní část areálu leží v tropech, jižní se nachází již v oblastech mírného pásu. Největší část druhů roste v subtropických oblastech s mediteránním klimatem.
Centra druhové diverzity jsou v Chile v pobřežní oblasti regionu Coquimbo, Valparaíso a andské oblasti regionu Santiago.
Nejseverněji se vyskytuje S. laetus, nejdále na jih zasahuje klanokvět zpeřený (S. pinnatus). Tento druh se vyznačuje největším areálem.
Klanokvěty se vyskytují na široké škále biotopů od tropických pouštních pobřežních oblastí po vysoké polohy And a odlesněné temperátní oblasti na jihu Chile. Schizanthus hookeri vystupuje do nadmořských výšek až 3200 m.

## Ekologické interakce

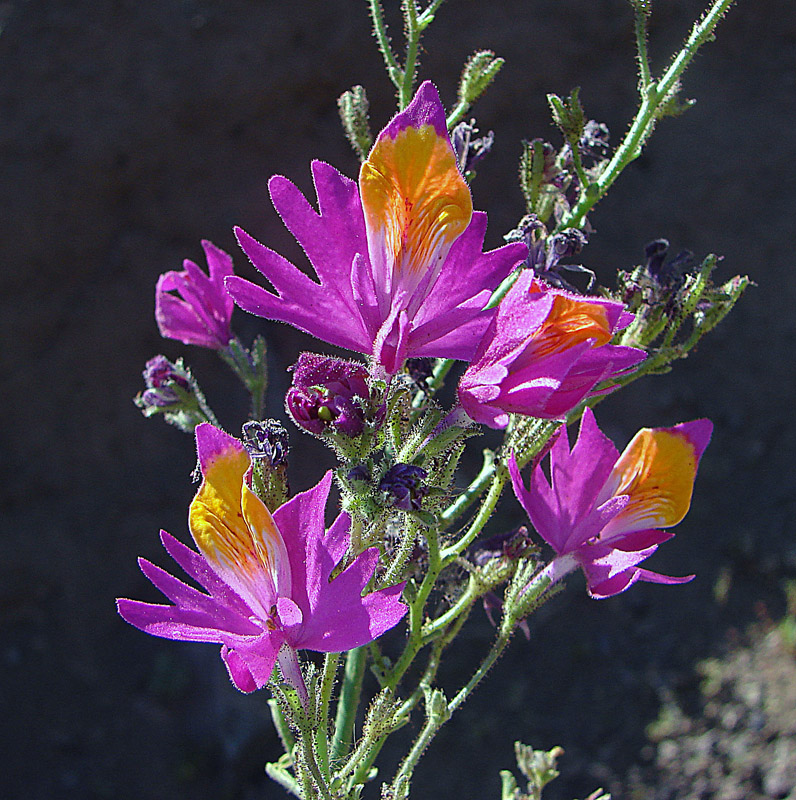
Schizanthus grahamii, druh opylovaný kolibříky

Charakter květů klanokvětu je v rámci čeledi lilkovité značně neobvyklý. Vzhledově připomínají některé orchideje, stavbou se podobají spíše bobovitým. Jsou opylovány převážně hmyzem, některé druhy i kolibříky. V souvislosti se specializací na určitý typ opylovače se v rámci rodu utvořilo několik skupin druhů s podobnými květy. Největší skupinu tvoří druhy opylované včelami. Jejich květy se vyznačují růžovo-červenou korunou s nápadnou kontrastně barevnou kresbou uprostřed, navádějící k nektaru, rozšířenými postranními laloky spodního pysku tvořícími přistávají plochu a prašníky, které se na mechanický impulz explozivně otevírají. Vedle včel je někdy vyhledávají i jiní opylovači. Květy klanokvětu zpeřeného navštěvují i některé mouchy s dlouhými sosáky, S. integrifolius můry a motýli, S. hookeri mouchy a také kolibříci.
Květy opylované můrami (klanokvět mléčný, Schizanthus candidus, S. integrifolius) jsou naopak bíle zbarvené, s dlouhou korunní trubkou, spodním pyskem redukovaným a postranními laloky horního pysku silně členěnými a nazpět ohnutými. Korunní trubka je prohnutá dolů a bez barevných skvrn. Druh Schizanthus grahamii s nápadnými, purpurově červenými květy s oranžovým horním pyskem, je specializován na opylování kolibříky.

## Obsahové látky a jedovatost
V rámci rodu bylo dosud identifikováno více než 50 různých alkaloidů. Charakteristická je zejména skupina tropanových alkaloidů, známých jako schizantiny, a pyrolidinové alkaloidy. O jedovatosti rostlin nejsou dostupné žádné informace.

## Taxonomie
Rod Schizanthus je v rámci čeledi Solanaceae řazen do samostatné podčeledi Schizanthoideae, která obsahuje pouze tento jediný rod. Podle výsledků fylogenetických studií představuje bazální vývojovou větev celé čeledi Solanaceae.

## Zástupci
- klanokvět mléčný (Schizanthus lacteus)
- klanokvět trojbarevný (Schizanthus tricolor)
- klanokvět zahradní (Schizanthus × wisetonensis)
- klanokvět zpeřený (Schizanthus pinnatus)[10][11]

## Význam

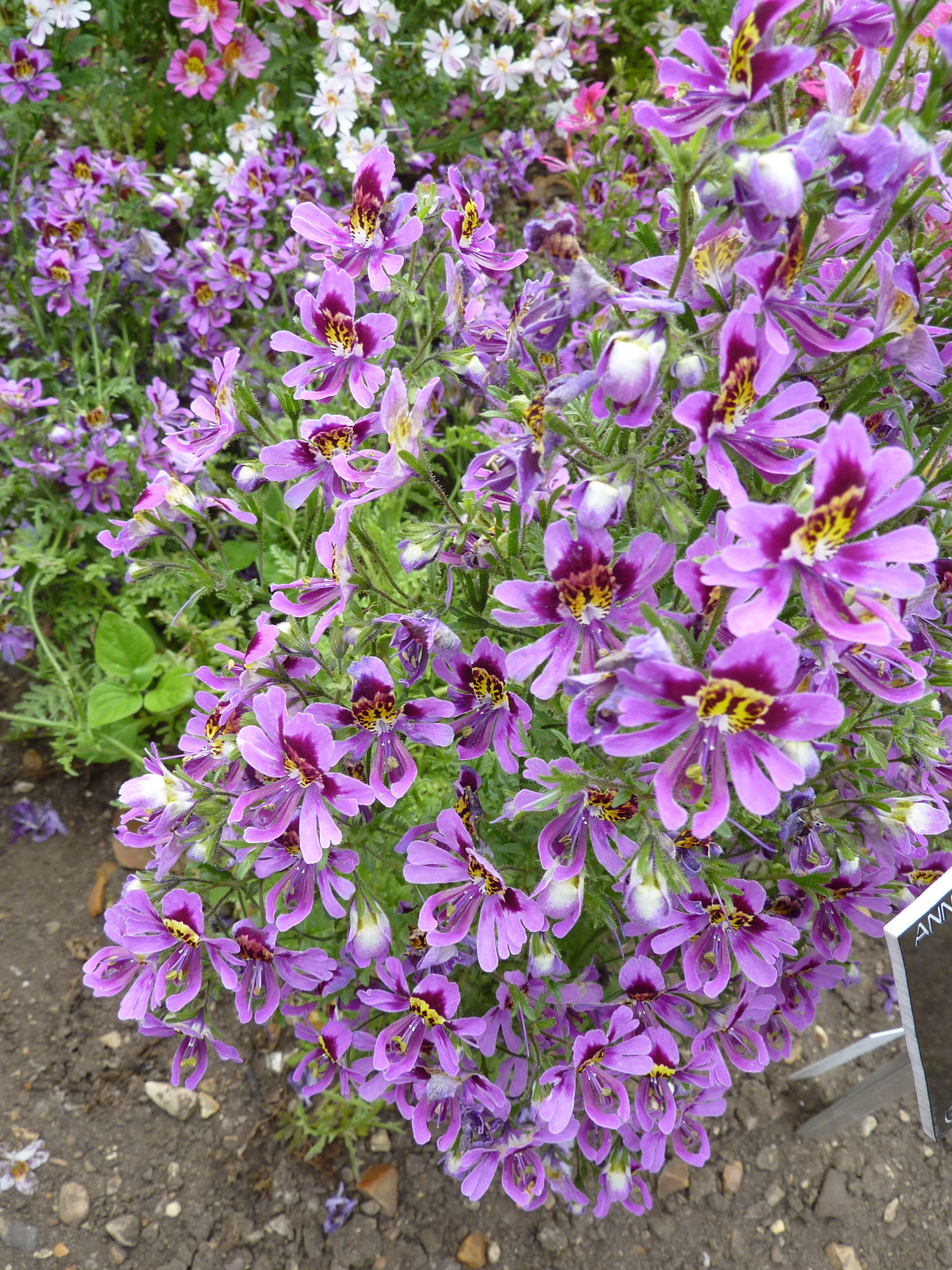
Klanokvět zahradní, kultivar 'Angel Wings'

Klanokvěty jsou pěstovány jako nápadně kvetoucí okrasné letničky. Pěstuje se zejména klanokvět zahradní (Schizanthus × wisetonensis), který byl vypěstován zkřížením klanokvětu zpeřeného s druhem Schizanthus grahamii, řidčeji jiné druhy, zejména klanokvět zpeřený, Schizanthus retusus a S. grahamii. Z okrasných kultivarů je pěstován například 'Dwarf Bouquet' a 'Star Parade'.
Rostliny vyžadují chráněnou, slunnou polohu a výživnou, dobře odvodněnou půdu. Dobře se jim daří i v květináčích. U mladých rostlin je vhodné zaštipovat výhonky, neboť se tím docílí košatějšího vzrůstu. Množí se výsevem semen pod sklo. Při časně jarním výsevu rostliny kvetou v létě a na podzim. Lze je také vysít v na sklonku léta, pak kvetou koncem zimy a začátkem jara. Jsou náchylné na napadení mšicemi. Rostliny využívají horalé a pastevci ve středochilských Andách jako povzbuzující prostředek podobně jako koku.